# Trude

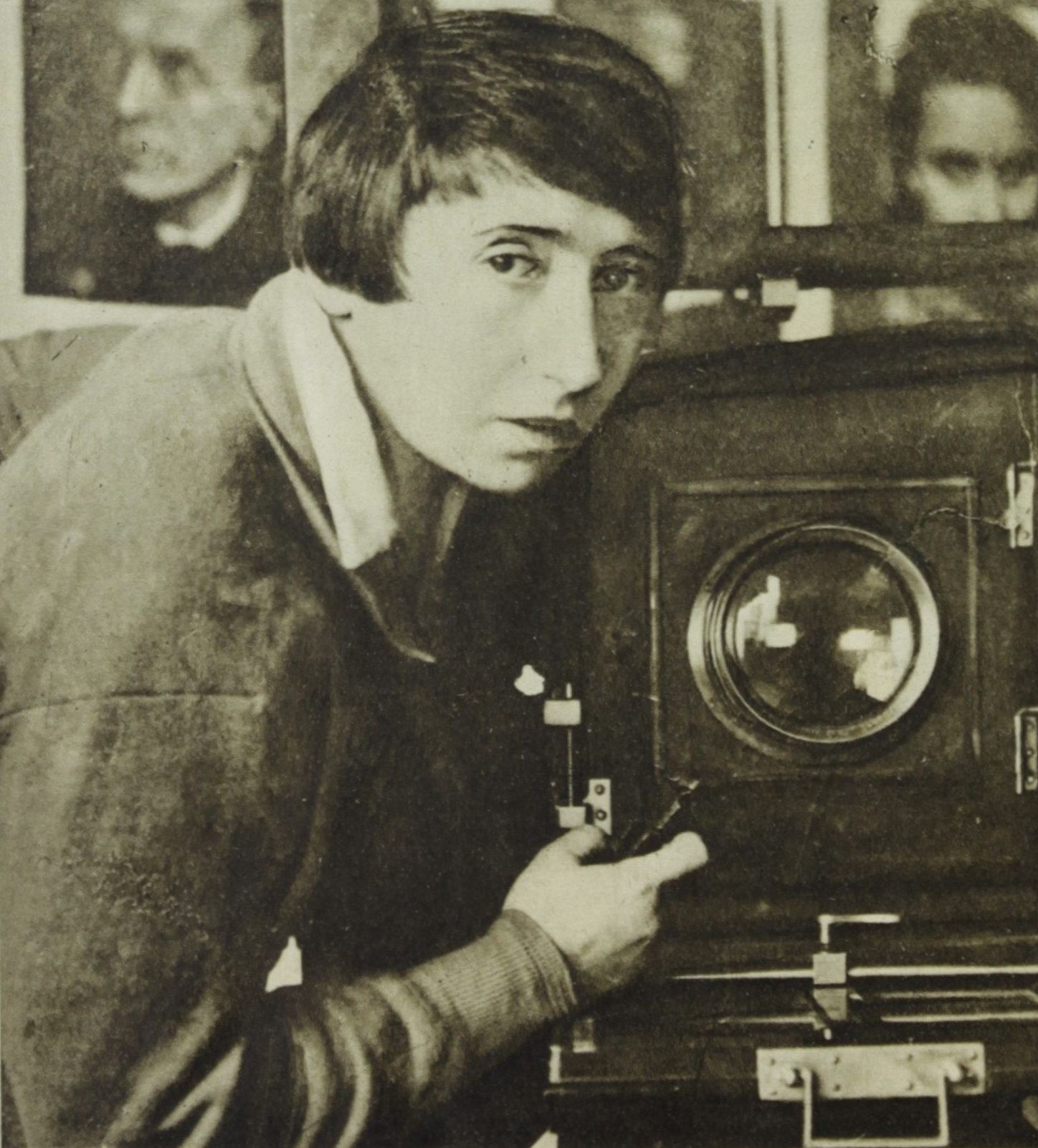
Trude Fleischmann.

Trude är ett kvinnonamn som kommer från tyskan och egentligen är en kortform av Gertrude.
Den 31 december 2007 fanns 103 kvinnor folkbokförda i Sverige med namnet Trude, varav 73 hade det som tilltalsnamn/förstanamn.
I den finlandssvenska namnsdagslängden har Trude namnsdag 17 mars sedan 1950.